# Ottoa oenanthoides
Ottoa oenanthoides là một loài thực vật có hoa trong họ Hoa tán. Loài này được Kunth mô tả khoa học đầu tiên năm 1821.